# Pomone
Pomone (título original en francés; en español, Pomona) es una ópera en un prólogo y cinco actos, con música de Robert Cambert y libreto en francés de Pierre Perrin. Se ha descrito como "efectivamente la primera ópera en francés." Se estrenó en París, en el teatro Jeu de Paume de la Bouteille perteneciente a la Académie d'Opéra de Cambert y Perrin el 3 de marzo de 1671. La producción tenía diseño escénico y maquinaria de Alexandre de Rieux, marqués de Sourdéac. La novedad de la obra atrajo a gran cantidad de público y la ópera disfrutó de 146 representaciones a lo largo de ocho meses de su temporada. La partitura de Pomone ha sobrevivido sólo parcialmente.

## Historia
Se habían hecho intentos de introducir la ópera italiana en Francia a mediados del siglo XVII, pero al público francés no le gustó el género, prefiriendo su propia forma de música escénica, el ballet cortesano (ballet de cour), un ballet conteniendo elementos cantados. A pesar de todo, algunos compositores franceses empezaron a experimentar con el desarrollo de la ópera que se adecuaría mejor a los gustos musicales nacionales. El 28 de junio de 1669, el rey Luis XIV había conferido a Perrin y su Académie d'Opéra el monopolio de representar óperas en los escenarios parisinos. Pomone fue la primera producción de la Académie. Contenía muchos de los elementos que a los que el público estaba acostumbrado en el ballet de cour: danza, espectaculares efectos escénicos y rico vestuario. Las innovaciones estaban en que el diálogo hablado fue reemplazado por recitativos y el uso de conjuntos vocales más complicados. El tema pastoral de la obra no era nuevo, por ejemplo Cambert ya había compuesto música para una obra escénica titulada la Pastorale d'Issy en 1659. A pesar del éxito de Pomone, Perrin pronto tuvo dificultades financieras. La Académie representó otra ópera con música de Cambert, Les peines et les plaisirs de l'Amour, a principios de 1672, pero el rey revocó el monopolio de Perrin sobre las producciones operísticas y se lo entregó a su compositor favorito, Jean-Baptiste Lully, quien tendría más éxito a la hora de establecer una tradición operística francesa duradera. Cambert se trasladó a Londres con su alumno Louis Grabu, donde representó una versión de Pomone con música adicional de Grabu.
Esta ópera rara vez se representa en la actualidad; en las estadísticas de Operabase no aparece entre las óperas representadas en el período 2005-2010.

## Personajes
| Personaje                                                    | Tesitura                | Reparto del estreno, 3 de marzo de 1671     |
| ------------------------------------------------------------ | ----------------------- | ------------------------------------------- |
| Pomone (Pomona), diosa de la fruta                           | soprano                 | Marie-Madeleine Jossier, llamada "Cartilly" |
| Flore (Flora), diosa de las flores, hermana de Pomona        | soprano                 |                                             |
| Vertumne (Vertumno), dios de los Lares, enamorado de Pomona  | basse-taille (barítono) | François Beaumavielle                       |
| Faune (Fauno), dios de los campesinos, enamorado de Pomona   | basse-taille            | Pierre Rossignol                            |
| Dieu des Jardins (Dios de los jardines), enamorado de Pomona |                         |                                             |
| Juturne, una ninfa de Pomona                                 |                         |                                             |
| Venilie, una ninfa de Pomona                                 |                         |                                             |
| Beroé, aya de Pomona                                         |                         |                                             |

## Argumento
Vertumno está enamorado de Pomona y el aya de Pomona, Beroé, está enamorada de Vertumnio. Vertumno asume varios disfraces en sus intentos de seducir a Pomona: un dragón, Plutón, Baco. Sólo tiene éxito cuando se disfraza de Beroé, porque Pomona no le puede negar un beso a su vieja aya.

## Grabación
Los 30 minutos que se conservan de música fueron grabados por Hugo Reyne, dirigiendo a La Simphonie de Marais, en un doble CD que también contenía Les fêtes de l'Amour et de Bacchus de Jean-Baptiste Lully (Accord, 2004).